# Nicolas Liégeois
Nicolas Champion dit le Liégeois (circa 1480 - 20 september 1533) is een polyfonist uit de Habsburgse Nederlanden, van wie weinig gegevens beschikbaar zijn.

## Leven
Het antwoord op de vraag naar zijn afkomst ligt wellicht besloten in zijn familienaam, die zowel op de stad als op het prinsbisdom Luik kan slaan.
In 1525 is Champion zanger en kapelaan aan de grote hofkapel van keizer Karel V. Hij had verschillende kerkelijke prebenden van 1509 tot aan zijn dood in september 1533.

## Werk
Er zijn zeven stukken van hem bewaard gebleven waaronder een Nederlands lied en drie missen waarvan twee in handschrift zijn overgeleverd. Er is de vijfstemmige "Missa supra Magdalena" en de "Missa ducis Saxsoniae - Sing ich niet wol", en een vierstemmige die in 1542 in druk is verschenen, de "Missa Noch weth ic een so scoen joncfraw fijn". Voorts twee motetten, met name het zesstemmige "Beati omnes" uitgegeven bij Petreius in Neurenberg in 1542 en in 1569 heruitgegeven bij Ulrich Neuber, en het motet "Deus in adjutorium", dat onvolledig is overgeleverd en aan "Champion" (zonder voornaam) toegeschreven wordt in een manuscript dat in Wenen wordt bewaard. Dit tweede motel is ook anoniem opgenomen in het "Liber selectarum cantionum", uitgegeven door Wirsung in 1520. Het wordt op naam van Ludwig Senfl gezet in de "Tonus primus psalmorum", uitgegeven bij Petreius en 1538. Een derde motet op een psalmtekst, een De profundis, dat in een Weens manuscript aan Champion wordt toegeschreven, blijkt identiek te zijn aan de versie van Josquin Desprez.

### Missen
1. "Missa supra Magdalena" (vijfstemmig)
2. "Missa ducis Saxsoniae" (vijfstemmig)
3. "Missa Noch weth ic een so scoen joncfraw fijn" (vierstemmig)

### Motetten
1. "Beati omnes"
2. "Deus in adjutorium"
3. "De profundis"

### Nederlands lied
1. "Noch weet ick een schoen joffrau fijn"

Het Nederlandse vierstemmige lied "Noch weet ick een schoen joffrau fijn" van Liégeois verscheen in 1551 in Tielman Susato's "Tweetste musyck boexken", een bloemlezing van Nederlandse liederen, en werd vervolgens twee keer in tabulatuurbewerking uitgegeven bij Petrus Phalesius in 1546 en 1552.

## Discografie
- La Magdalene, The cult of Mary Magdalene in the early 16th century, Graindelavoix, onder leiding van Björn Schmelzer, Glossa, 2009 (met onder andere Missa de Sancta Maria Magdalena van Nicolas Champion)

- Biblioteca Nacional de España: XX1770889
- Bibliothèque nationale de France: cb14806488w (data)
- Gemeinsame Normdatei: 172018056
- International Standard Name Identifier: 0000 0001 0979 1548
- Library of Congress Control Number: nr91040726
- MusicBrainz: 1b17c3fe-1453-47c1-ad69-ba2e22f66e85
- Nationale Bibliotheek van Israël: 987007373092905171
- Nederlandse Thesaurus van Auteursnamen: 095893164
- Système universitaire de documentation: 15805685X
- Virtual International Authority File: 61403700
- WorldCat: E39PCjBFhh49Cc4ybrRtDFQb7d